# Premi Laurence Olivier a la Millor Actriu en una Obra
El Premi Laurence Olivier a la Millor Actriu en una Obra és un premi anual ofert per la The Society of London Theatre en reconeixement de les fites assolides en el teatre comercial britànic. Els premis van ser establerts com els Premis Society of West End Theatre el 1976, i el 1984 van ser rebatejats en honor de l'actor anglès Lord Olivier.
El premi és conegut pel seu nom actual de Millor Actriu des de 1993, prèviament era conegut com a Actriu de l'Any. Entre 1976 i 1984 i de nou el 1988 van haver dos premis Actriu de l'Any: l'un per l'Actriu de l'Any en una Obra nova i l'altre per l'Actriu de l'Any en un Revival.

## Guanyadores i nominades

### 1980s
| Any                | Actriu                                                          | Obra                                    | Personatge |
| 1985               |                                                                 |                                         |            |
| ------------------ | --------------------------------------------------------------- | --------------------------------------- | ---------- |
| 1985               | Yvonne Bryceland                                                | The Road to Mecca                       | Miss Helen |
| 1985               | Wendy Morgan                                                    | Martine                                 | Martine    |
| 1985               | Harriet Walter                                                  | The Castle                              | Skinner    |
| 1985               | Joanne Whalley                                                  | Saved                                   | Pam        |
| 1986               |                                                                 |                                         |            |
| Lindsay Duncan     | Les Liaisons dangereuses                                        | Marquise de Merteuil                    |            |
| Julia McKenzie     | Woman in Mind                                                   | Susan                                   |            |
| Juliet Stevenson   | As You Like It, Les Liaisons dangereuses i Troilus and Cressida | Rosalind / Madame de Tourvel / Cressida |            |
| Irene Worth        | The Bay at Nice                                                 | Valentina Nrovka                        |            |
| 1987               |                                                                 |                                         |            |
| Judi Dench         | Antony and Cleopatra                                            | Cleopatra                               |            |
| Miranda Richardson | A Lie of the Mind                                               | Beth                                    |            |
| Maggie Smith       | Lettice and Lovage and Coming in to Land                        | Lettice Douffet / Halina                |            |
| Juliet Stevenson   | Yerma                                                           | Yerma                                   |            |
| 1989/90            |                                                                 |                                         |            |
| Fiona Shaw         | Electra, As You Like It i The Good Person of Szechwan           | Electra / Celia / Shen Te               |            |
| Sheila Hancock     | Prin                                                            | Prin                                    |            |
| Jane Lapotaire     | Shadowlands                                                     | Joy                                     |            |
| Prunella Scales    | Single Spies                                                    | Elizabeth II                            |            |

### 1990s
| Any                | Actriu                            | Obra                   | Personatge          |
| 1991               |                                   |                        |                     |
| ------------------ | --------------------------------- | ---------------------- | ------------------- |
| 1991               | Kathryn Hunter                    | The Visit              | Claire Zachanassian |
| 1991               | Penny Downie                      | Scenes from a Marriage | Marianne            |
| 1991               | Barbara Jefford                   | Coriolanus             | Volumnia            |
| 1991               | Josette Simon                     | After the Fall         | Maggie              |
| 1992               |                                   |                        |                     |
| Juliet Stevenson   | Death and the Maiden              | Paulina                |                     |
| Janet McTeer       | Uncle Vanya                       | Yelena                 |                     |
| Patricia Routledge | Talking Heads                     | Miss Schofield         |                     |
| Fiona Shaw         | Hedda Gabler                      | Hedda Gabler Tesman    |                     |
| 1993               |                                   |                        |                     |
| Alison Steadman    | The Rise and Fall of Little Voice | Mari                   |                     |
| Stockard Channing  | Six Degrees of Separation         | Ouisa Kittredge        |                     |
| Judi Dench         | The Gift of the Gorgon            | Helen                  |                     |
| Jane Horrocks      | The Rise and Fall of Little Voice | Little Voice           |                     |
| 1994               |                                   |                        |                     |
| Fiona Shaw         | Machinal                          | Young Woman            |                     |
| Kathryn Hunter     | The Skriker                       | Skriker                |                     |
| Diana Rigg         | Medea                             | Medea                  |                     |
| Penelope Wilton    | The Deep Blue Sea                 | Hester Collyer         |                     |
| 1995               |                                   |                        |                     |
| Clare Higgins      | Sweet Bird of Youth               | Alexandra Del Lago     |                     |
| Frances de la Tour | Les Parents terribles             | Leo                    |                     |
| Sheila Gish        | Les Parents terribles             | Yvonne                 |                     |
| Margot Leicester   | Broken Glass                      | Sylvia Gellburg        |                     |
| 1996               |                                   |                        |                     |
| Judi Dench         | Absolute Hell                     | Christine Foskett      |                     |
| Diana Rigg         | Mother Courage                    | Mother Courage         |                     |
| Zoë Wanamaker      | The Glass Menagerie               | Amanda Wingfield       |                     |
| Lia Williams       | Skylight                          | Kyra Hollis            |                     |
| 1997               |                                   |                        |                     |
| Janet McTeer       | A Doll's House                    | Nora Helmer            |                     |
| Eileen Atkins      | John Gabriel Borkman              | Mrs. Gunhild Borkman   |                     |
| Vanessa Redgrave   | John Gabriel Borkman              | Ella Rentheim          |                     |
| Diana Rigg         | Who's Afraid of Virginia Woolf?   | Martha                 |                     |
| 1998               |                                   |                        |                     |
| Zoë Wanamaker      | Electra                           | Electra                |                     |
| Judi Dench         | Amy's View                        | Esme Allen             |                     |
| Sally Dexter       | Closer                            | Anna                   |                     |
| Maggie Smith       | A Delicate Balance                | Claire                 |                     |
| 1999               |                                   |                        |                     |
| Eileen Atkins      | The Unexpected Man                | Woman                  |                     |
| Sinéad Cusack      | Our Lady of Sligo                 | Mai O'Hara             |                     |
| Judi Dench         | Filumena Marturano                | Filumena               |                     |
| Nicole Kidman      | The Blue Room                     | Diversos personatges   |                     |
| Diana Rigg         | Britannicus and Phèdre            | Agrippina / Phaedra    |                     |

### 2000s
| Any                  | Actriu                          | Obra                   | Personatge        |
| 2000                 |                                 |                        |                   |
| -------------------- | ------------------------------- | ---------------------- | ----------------- |
| 2000                 | Janie Dee                       | Comic Potential        | Jacie Triplethree |
| 2000                 | Jennifer Ehle                   | The Real Thing         | Annie             |
| 2000                 | Maggie Smith                    | The Lady in the Van    | Miss Shepherd     |
| 2000                 | Alison Steadman                 | The Memory of Water    | Teresa            |
| 2001                 |                                 |                        |                   |
| Julie Walters        | All My Sons                     | Kate Keller            |                   |
| Jessica Lange        | Long Day's Journey Into Night   | Mary Tyrone            |                   |
| Helen Mirren         | Orpheus Descending              | Lady Torrance          |                   |
| Julia Ormond         | My Zinc Bed                     | Elsa                   |                   |
| Harriet Walter       | Life x 3                        | Sonia                  |                   |
| 2002                 |                                 |                        |                   |
| Lindsay Duncan       | Private Lives                   | Amanda Prynne          |                   |
| Lindsay Duncan       | Mouth to Mouth                  | Laura                  |                   |
| Victoria Hamilton    | A Day in the Death of Joe Egg   | Sheila                 |                   |
| Zoë Wanamaker        | Boston Marriage                 | Anna                   |                   |
| 2003                 |                                 |                        |                   |
| Clare Higgins        | Vincent in Brixton              | Ursula Loyer           |                   |
| Anita Dobson         | Frozen                          | Nancy                  |                   |
| Gwyneth Paltrow      | Proof                           | Catherine              |                   |
| Emily Watson         | Uncle Vanya                     | Sonya                  |                   |
| 2004                 |                                 |                        |                   |
| Eileen Atkins        | Honour                          | Honor                  |                   |
| Helen Mirren         | Mourning Becomes Electra        | Christine Mannon       |                   |
| Ann Mitchell         | Through the Leaves              | Martha                 |                   |
| Kelly Reilly         | After Miss Julie                | Miss Julie             |                   |
| Kristin Scott Thomas | Three Sisters                   | Masha                  |                   |
| 2005                 |                                 |                        |                   |
| Clare Higgins        | Hecuba                          | Hecuba                 |                   |
| Victoria Hamilton    | Suddenly, Last Summer           | Catharine              |                   |
| Anna Maxwell Martin  | His Dark Materials              | Lyra                   |                   |
| Caroline O'Connor    | Bombshells                      | Performer              |                   |
| 2006                 |                                 |                        |                   |
| Eve Best             | Hedda Gabler                    | Hedda Gabler Tesman    |                   |
| Clare Higgins        | Death of a Salesman             | Linda Loman            |                   |
| Helen McCrory        | As You Like It                  | Rosalind               |                   |
| Janet McTeer         | Mary Stuart                     | Mary, Queen of Scots   |                   |
| Harriet Walter       | Mary Stuart                     | Elizabeth I of England |                   |
| 2007                 |                                 |                        |                   |
| Tamsin Greig         | Much Ado About Nothing          | Beatrice               |                   |
| Eve Best             | A Moon for the Misbegotten      | Josie                  |                   |
| Sinéad Cusack        | Rock 'n' Roll                   | Eleanor / Esme         |                   |
| Kathleen Turner      | Who's Afraid of Virginia Woolf? | Martha                 |                   |
| 2008                 |                                 |                        |                   |
| Kristin Scott Thomas | The Seagull                     | Arkadina               |                   |
| Anne-Marie Duff      | Saint Joan                      | Joan of Arc            |                   |
| Kelly Reilly         | Othello                         | Desdemona              |                   |
| Fiona Shaw           | Happy Days                      | Winnie                 |                   |
| Penelope Wilton      | John Gabriel Borkman            | Ella Rentheim          |                   |
| 2009                 |                                 |                        |                   |
| Margaret Tyzack      | The Chalk Garden                | Mrs St. Maugham        |                   |
| Deanna Dunagan       | August: Osage County            | Violet Weston          |                   |
| Lindsay Duncan       | That Face                       | Martha                 |                   |
| Penelope Wilton      | The Chalk Garden                | Miss Madrigal          |                   |

### 2010s
| Any                  | Actriu                              | Obra                     | Personatge         |
| 2010                 |                                     |                          |                    |
| -------------------- | ----------------------------------- | ------------------------ | ------------------ |
| 2010                 | Rachel Weisz                        | A Streetcar Named Desire | Blanche DuBois     |
| 2010                 | Gillian Anderson                    | A Doll's House           | Nora Helmer        |
| 2010                 | Lorraine Burroughs                  | The Mountaintop          | Camae              |
| 2010                 | Imelda Staunton                     | Entertaining Mr Sloane   | Kath               |
| 2010                 | Juliet Stevenson                    | Duet for One             | Stephanie Anderson |
| 2011                 |                                     |                          |                    |
| Nancy Carroll        | After the Dance                     | Joan                     |                    |
| Tracie Bennett       | End of the Rainbow                  | Judy Garland             |                    |
| Tamsin Greig         | The Little Dog Laughed              | Diane                    |                    |
| Sophie Thompson      | Clybourne Park                      | Bev                      |                    |
| 2012                 |                                     |                          |                    |
| Ruth Wilson          | Anna Christie                       | Anna Christie            |                    |
| Celia Imrie          | Noises Off                          | Dotty Otley              |                    |
| Lesley Manville      | Grief                               | Dorothy                  |                    |
| Kristin Scott Thomas | Betrayal                            | Emma                     |                    |
| Marcia Warren        | The Ladykillers                     | Mrs Wilberforce          |                    |
| 2013                 |                                     |                          |                    |
| Helen Mirren         | The Audience                        | Queen Elizabeth II       |                    |
| Hattie Morahan       | A Doll's House                      | Nora Helmer              |                    |
| Billie Piper         | The Effect                          | Connie                   |                    |
| Kristin Scott Thomas | Old Times                           | Kate / Anna              |                    |
| 2014                 |                                     |                          |                    |
| Lesley Manville      | Ghosts                              | Mrs. Helene Alving       |                    |
| Hayley Atwell        | The Pride                           | Sylvia                   |                    |
| Anna Chancellor      | Private Lives                       | Amanda Prynne            |                    |
| Judi Dench           | Peter and Alice                     | Alice Liddell            |                    |
| 2015                 |                                     |                          |                    |
| Penelope Wilton      | Taken at Midnight                   | Irmgard Litten           |                    |
| Gillian Anderson     | A Streetcar Named Desire            | Blanche DuBois           |                    |
| Kristin Scott Thomas | Electra                             | Electra                  |                    |
| Imelda Staunton      | Good People                         | Margie Walsh             |                    |
| 2016                 |                                     |                          |                    |
| Denise Gough         | People, Places and Things           | Emma                     |                    |
| Gemma Arterton       | Nell Gwynn                          | Nell Gwynn               |                    |
| Nicole Kidman        | Photograph 51                       | Rosalind Franklin        |                    |
| Janet McTeer         | Les Liaisons dangereuses            | Marquise de Merteuil     |                    |
| Lia Williams         | Oresteia                            | Clytemnestra             |                    |
| 2017                 |                                     |                          |                    |
| Billie Piper         | Yerma                               | Yerma                    |                    |
| Glenda Jackson       | King Lear                           | King Lear                |                    |
| Cherry Jones         | The Glass Menagerie                 | Amanda Wingfield         |                    |
| Ruth Wilson          | Hedda Gabler                        | Hedda Gabler Tesman      |                    |
| 2018                 |                                     |                          |                    |
| Laura Donnelly       | The Ferryman                        | Caitlin Carney           |                    |
| Lesley Manville      | Long Day's Journey into Night       | Mary Tyrone              |                    |
| Audra McDonald       | Lady Day at Emerson's Bar and Grill | Billie Holiday           |                    |
| Imelda Staunton      | Who's Afraid of Virginia Woolf?     | Martha                   |                    |
| 2019                 |                                     |                          |                    |
| Patsy Ferran         | Summer and Smoke                    | Alma Winemiller          |                    |
| Gillian Anderson     | All About Eve                       | Margo Channing           |                    |
| Eileen Atkins        | The Height of the Storm             | Madeleine                |                    |
| Sophie Okonedo       | Antony and Cleopatra                | Cleopatra                |                    |
| Katherine Parkinson  | Home, I'm Darling                   | Judy                     |                    |

### 2020s
| Any  | Actriu               | Obra                | Personatge   |
| 2020 |                      |                     |              |
| ---- | -------------------- | ------------------- | ------------ |
| 2020 | Sharon D. Clarke     | Death of a Salesman | Linda Loman  |
| 2020 | Hayley Atwell        | Rosmersholm         | Rebecca West |
| 2020 | Juliet Stevenson     | The Doctor          | The Doctor   |
| 2020 | Phoebe Waller-Bridge | Fleabag             | Fleabag      |

## Múltiples premis i nominacions
Nota: la següent llista inclou els premis i nominacions que es concediren també en les extingides categories d'Actriu de l'Any en una Obra Nova i Actriu de l'Any en un Revival, així com en l'actual categoria combinada de Millor Actriu.

### Premis
Quatre Premis
- Judi Dench

Tres Premis
- Clare Higgins

Dos Premis
- Eileen Atkins
- Lindsay Duncan
- Fiona Shaw
- Frances de la Tour
- Dorothy Tutin
- Margaret Tyzack
- Zoë Wanamaker

### Nominacions
Nou Nominacions
- Judi Dench

Sis Nominacions
- Eileen Atkins
- Penelope Wilton

Cin Nominacions
- Glenda Jackson
- Kristin Scott Thomas
- Juliet Stevenson
- Maggie Smith
- Zoë Wanamaker

Quatre Nominacions
- Sinéad Cusack
- Lindsay Duncan
- Clare Higgins
- Janet McTeer
- Helen Mirren
- Diana Rigg
- Fiona Shaw
- Harriet Walter

Tres Nominacions
- Gillian Anderson
- Lesley Manville
- Joan Plowright
- Vanessa Redgrave
- Imelda Staunton
- Frances de la Tour

Dos Nominacions
- Hayley Atwell
- Eve Best
- Yvonne Bryceland
- Pauline Collins
- Susan FleeDosod
- Tamsin Greig
- Victoria Hamilton
- Rosemary Harris
- Kathryn Hunter
- Nicole Kidman
- Jane Lapotaire
- Rosemary Leach
- Geraldine McEwan
- Billie Piper
- Kelly Reilly
- Alison Steadman
- Janet Suzman
- Dorothy Tutin
- Margaret Tyzack
- Julie Walters
- Lia Williams
- Ruth Wilson